# NGC 4958
NGC 4958 ist eine Linsenförmige Galaxie vom Hubble-Typ SB0 im Sternbild Jungfrau auf der Ekliptik. Sie ist schätzungsweise 61 Millionen Lichtjahre von der Milchstraße entfernt und hat einen Durchmesser von etwa 70.000 Lj. 

Im selben Himmelsareal befinden sich u. a. die Galaxien NGC 4925, NGC 4928, NGC 4942, NGC 4948.
Das Objekt wurde am 3. März 1786 von William Herschel entdeckt.